# Bogangolo
Bogangolo är en subprefektur i Centralafrikanska republiken.   Den ligger i prefekturen Ombella-Mpoko, i den sydvästra delen av landet, 130 km norr om huvudstaden Bangui.
I omgivningarna runt Bogangolo växer huvudsakligen savannskog. Runt Bogangolo är det mycket glesbefolkat, med 3 invånare per kvadratkilometer.